# Lars G. Wik
Lars G. Wik född Bengt Lars-Göran Wik den 25 mars 1956 i Växjö, är en svensk skådespelare.
Wik studerade vid Statens scenskola i Malmö åren 1975–1978. Han var därefter vid Östgötateatern mellan 1978 och 1982 och på Upsala Stadsteater mellan 1982 och 1992. Sedan 1992 har han varit frilans.

## Filmografi
- 1978 – Sommarflickan (TV-serie)
- 1979 – Våning för 4 (TV-serie)
- 2017 – Vår tid är nu (TV-serie)
- 2020 – Bäckström (TV-serie)
- 2020 – Måste gitt (TV-serie)

## Teater

### Roller (ej komplett)
| År   | Roll       | Produktion                                | Regi                    | Teater                           |
| ---- | ---------- | ----------------------------------------- | ----------------------- | -------------------------------- |
| 1980 | Hippolytos | Till Fedra Per Olov Enquist               | Gun Jönsson             | Norrköping-Linköping stadsteater |
| 1989 |            | Ett resande teatersällskap August Blanche | Elisabeth G. Söderström | Riksteatern                      |